# Ancistronycha abdominalis

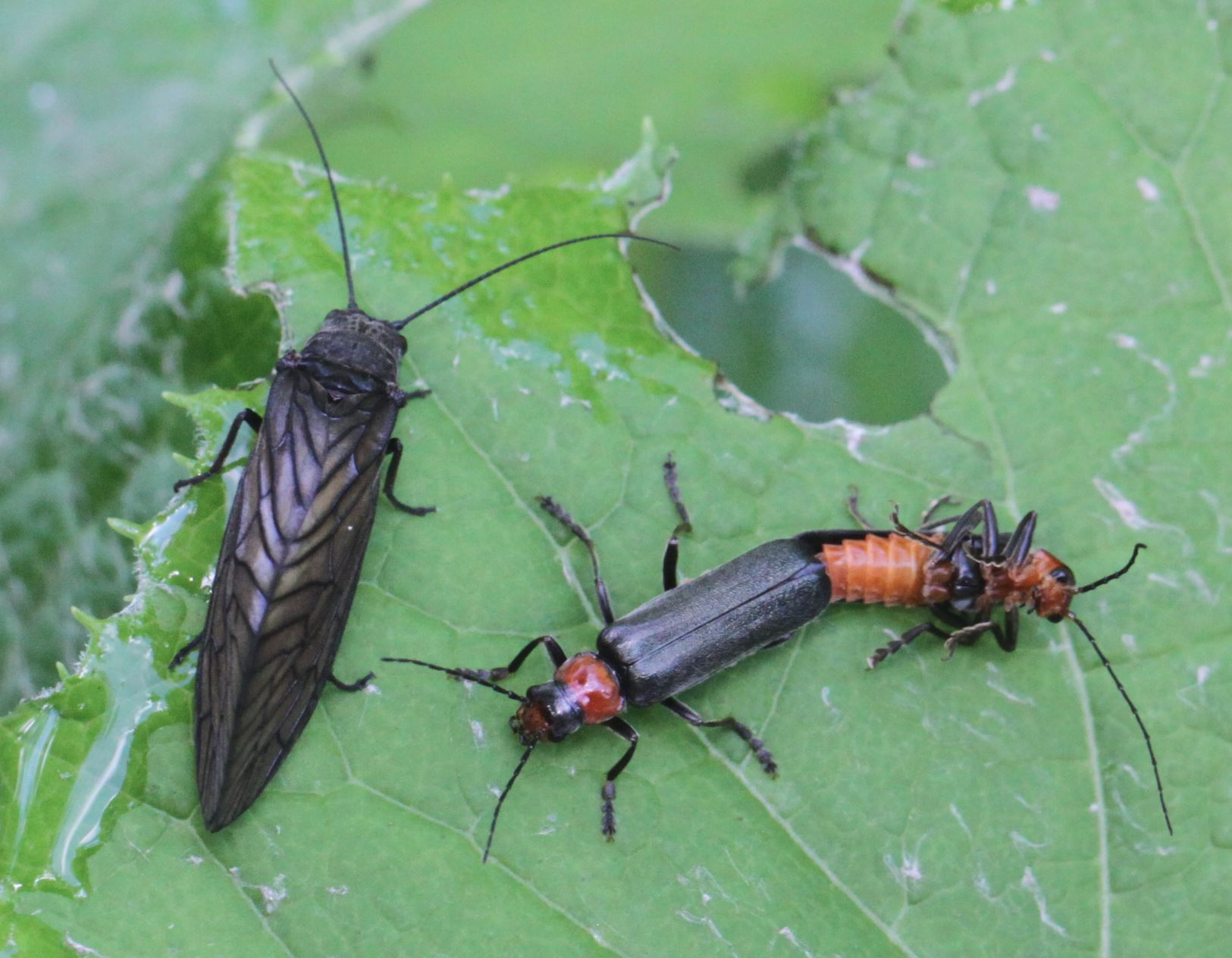
Rechts: paarende Käfer der Art Ancistronycha abdominalis; links: eine Gemeine Wasserflorfliege (Sialis lutaria)

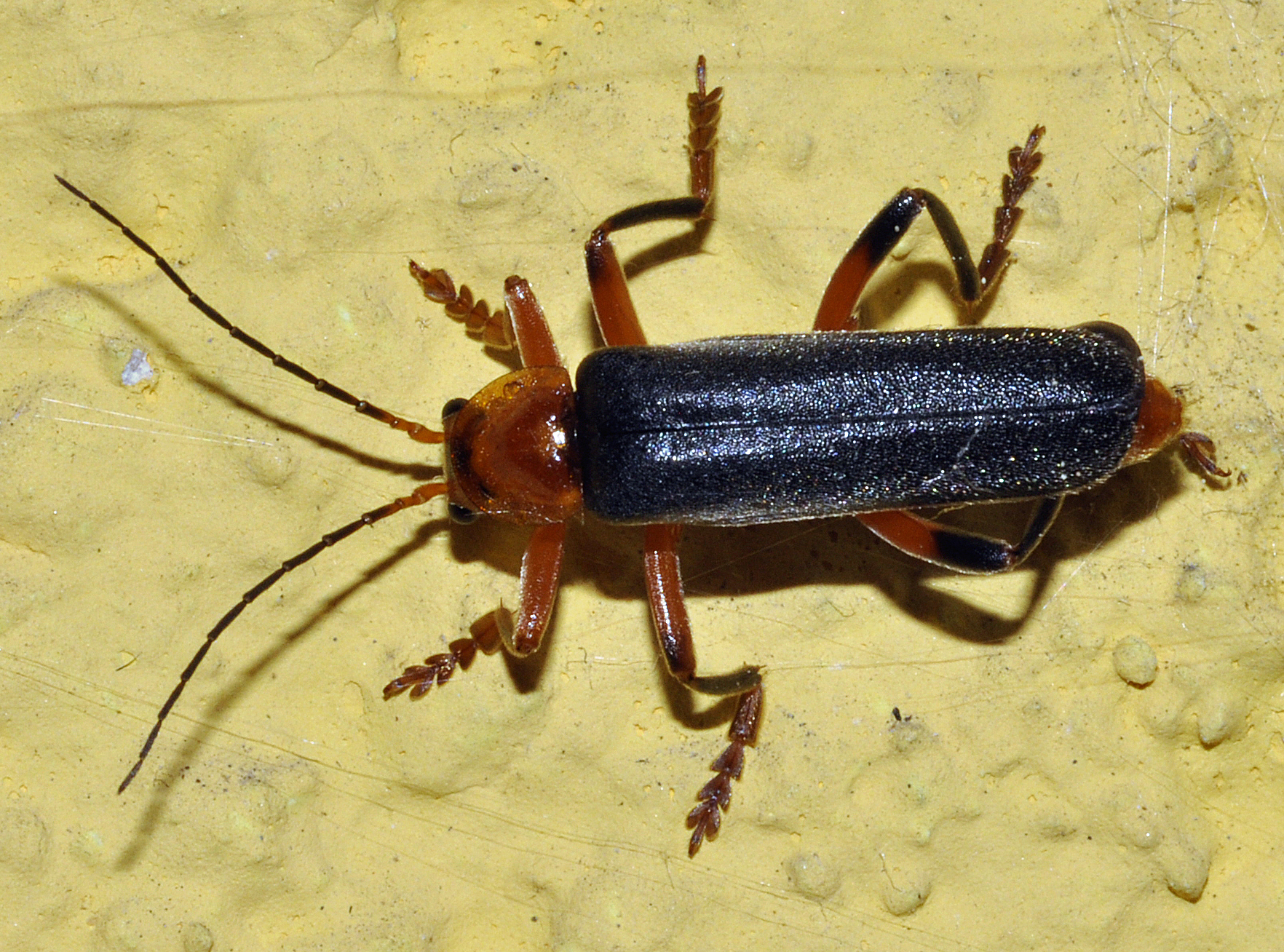
Form mit rotschwarzen Beinen

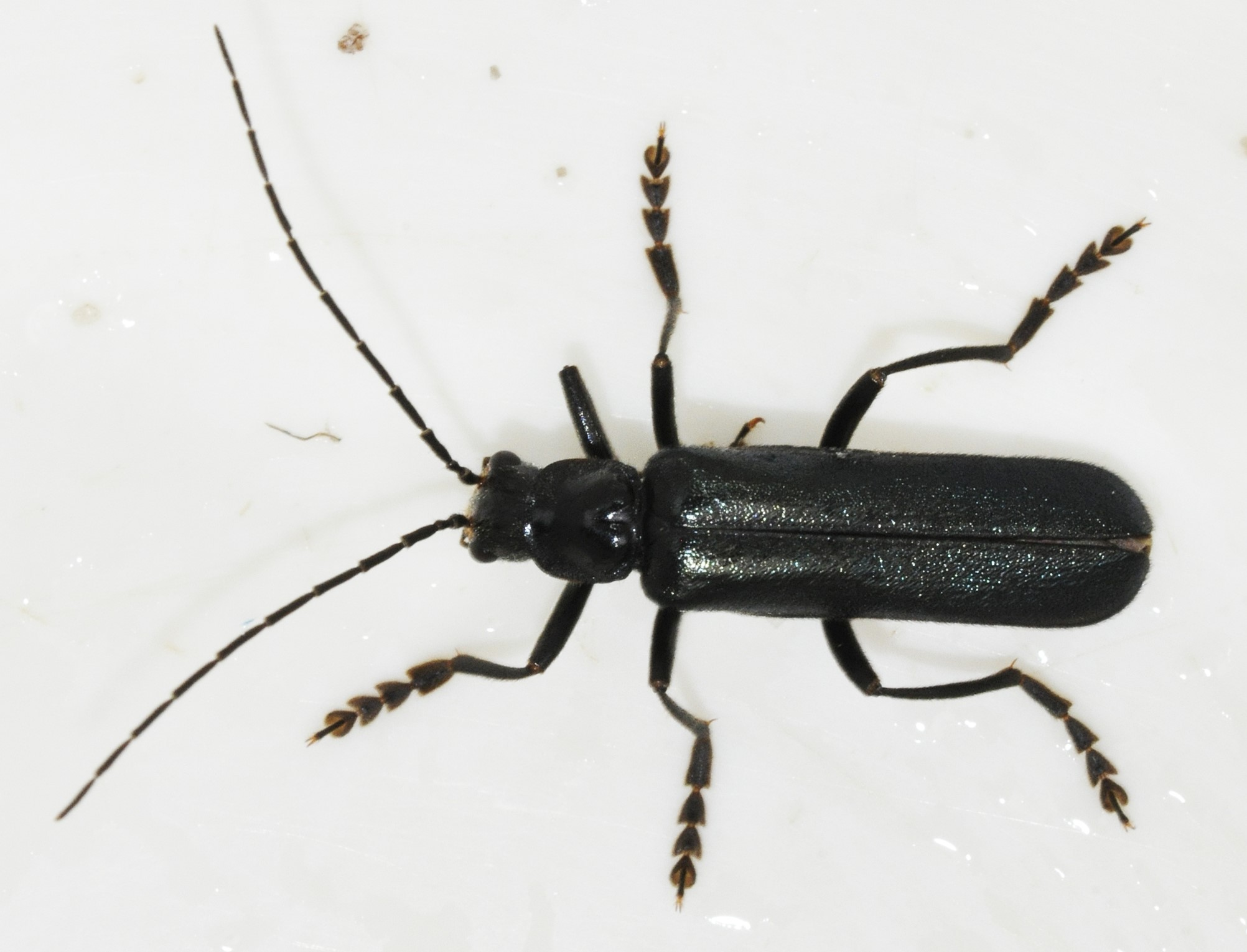
Schwarze Form

Ancistronycha abdominalis ist ein Käfer aus der Familie der Weichkäfer (Cantharidae). Die Gattung Ancistronycha ist in Europa mit 6 Arten vertreten, in Mitteleuropa kommen 3 Arten vor.

## Merkmale
Die Käfer werden 11 bis 14,5 Millimeter lang. Sie besitzen eine variable Färbung. Der Kopf ist vorne rotbraun, hinter den Augen schwarz. Die Flügeldecken sind schwarz mit blauviolettem bis blaugrünem Metallschein. Der Halsschild ist bei den Männchen selten rot, bei den Weibchen immer rot. Manchmal hat der rote Halsschild einen schwarzen Vorder- und Hinterrand oder ist ringsum schwarz gerandet, oder der schwarze Halsschild hat eine rote Seitenmakel. Der Aedoeagus ist ohne Dorsalschild.

## Verbreitung
Ancistronycha abdominalis kommt hauptsächlich in West- und Mitteleuropa vor. Das Verbreitungsgebiet der Käferart reicht im Norden bis nach Großbritannien (einschließlich Schottland) sowie in Deutschland im Norden bis in den Harz. Im östlichen Mitteleuropa reicht das Vorkommen der Art bis nach Polen, in die Slowakei und nach Ungarn. In Südeuropa erstreckt sich das Verbreitungsgebiet von Spanien über Frankreich und Italien bis nach Bulgarien.

## Lebensweise
Man findet die Käfer hauptsächlich in Waldgebieten sowie in Mittelgebirgslagen. Die Flugzeit dauert von Mai bis Juli. Die Käfer ernähren sich überwiegend räuberisch.

## Taxonomie
In der Literatur finden sich folgende Synonyme:
- Cantharis abdominalis Fabricius, 1798 – ursprüngliche Namenskombination
- Cantharis cyanea Curtis, 1828
- Cantharis passeriana Gredler, 1854
- Ancistronycha consobrina Märkel, 1852
- Ancistronycha cyanea Dietrich, 1857
- Ancístronycha cyanipennis Bach, 1854
- Ancistronycha maculithorax Pic, 1904